# Anques de granota

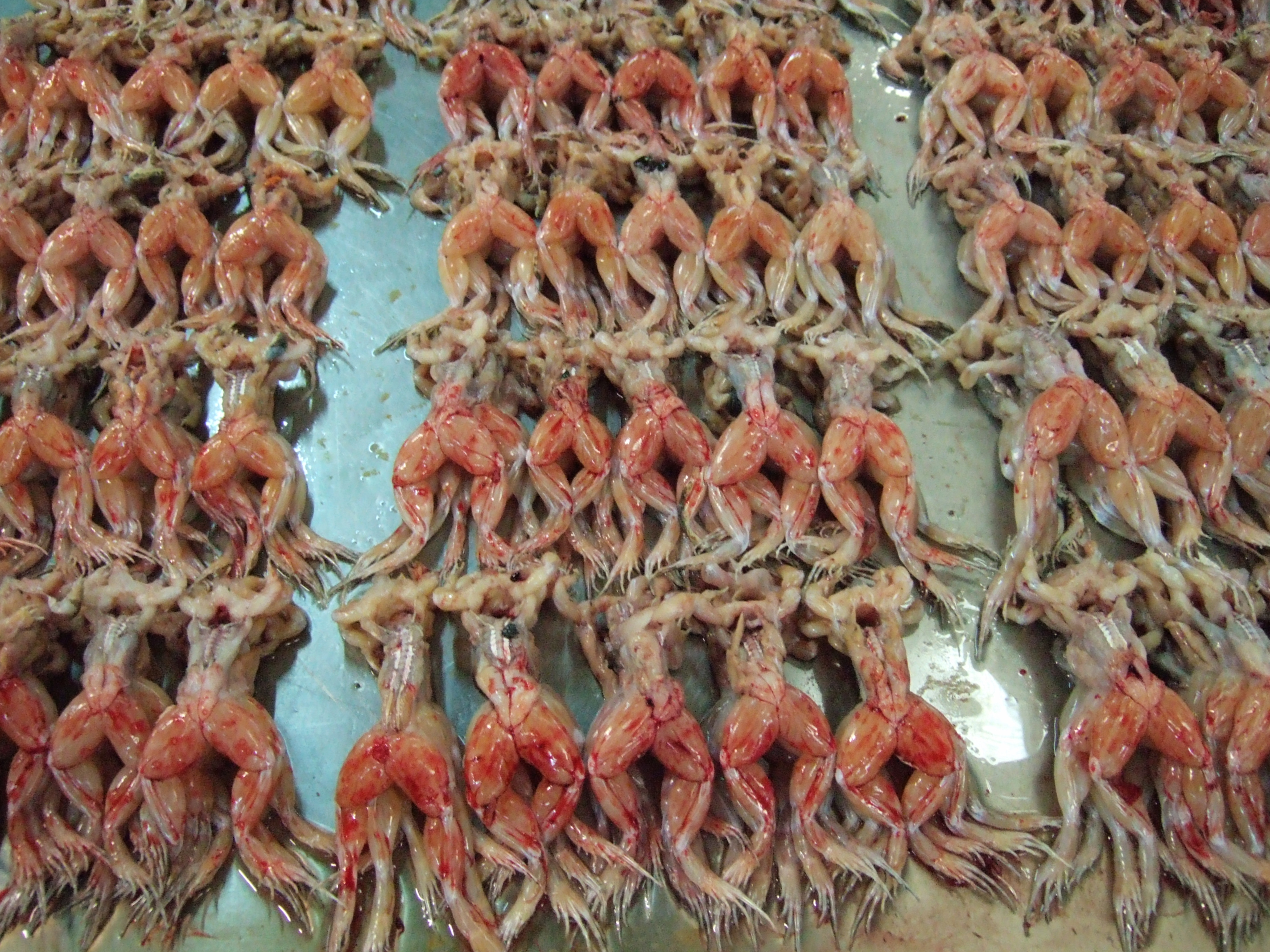
Anques de granota.

Les anques de granota es consideren una especialitat culinària de diversos països entre els quals hi ha França, Espanya, Xina, Mèxic, Portugal (especialment el Alentejo), i al nord-oest de Grècia, així com a la cuina del medi oest dels Estats Units. El plat s'elabora de moltes maneres, però en totes elles s'empren les extremitats posteriors de les granotes comestibles de cada país. Existeixen varietats comestibles com la denominada pollastre de les muntanyes (Leptodactylus fallax) molt popular a Montserrat i Dominica
Indonèsia és el major exportador mundial de carn de granota, exportant més de 5,000 tones de carn de granota per any, principalment cap a França, Bèlgica i Luxemburg. La major part del subministrament d'anques de granota a Europa occidental proven de vivers de granota a Indonèsia; però, hi ha una preocupació, atès que les anques de granota provinents d'Indonèsia són obtingudes de poblacions de granotes salvatges i que per tant això posa en perill la supervivència d'aquests amfibis en el seu ambient natural.

## En la gastronomia

### França

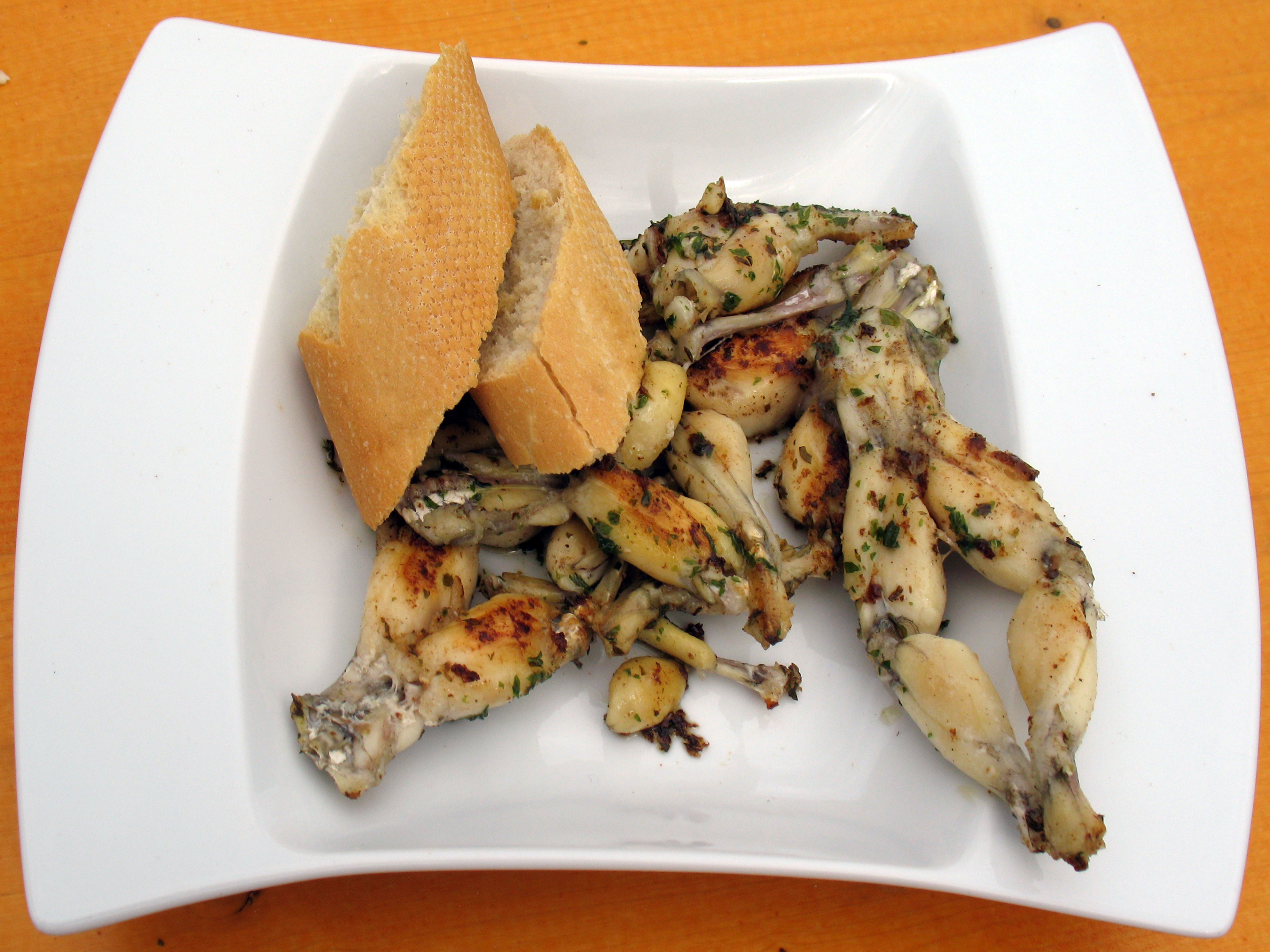
Platillo francès, cuisses de grenouille acompanyades de llesques de baguet

Les cuixes de granota o cuisses de grenouille són un plat tradicional de la regió de Dombes (Departament de Ain). El consum estès de potes de granota és relativament recent, desenvolupant-se durant els últims 200 anys.

### Xina
La granota és denominada 田鸡 」(pollastre de camp) quan és utilitzada en la gastronomia, les seves anques són consumides usualment a la Xina, especialment en la gastronomia del sud de la Xina. Les granotes bou i les granotes porc són criades en escala industrial en determinades zones de la Xina, com ara Sichuan.

A la gastronomia xinesa, en general les cuixes de granota es fregeixen en oli i se les condimenta amb espècies suaus. També es preparen en forma de guisat, fregides, o com a part d'un congee ; és un platet popular a la gastronomia de Canton .

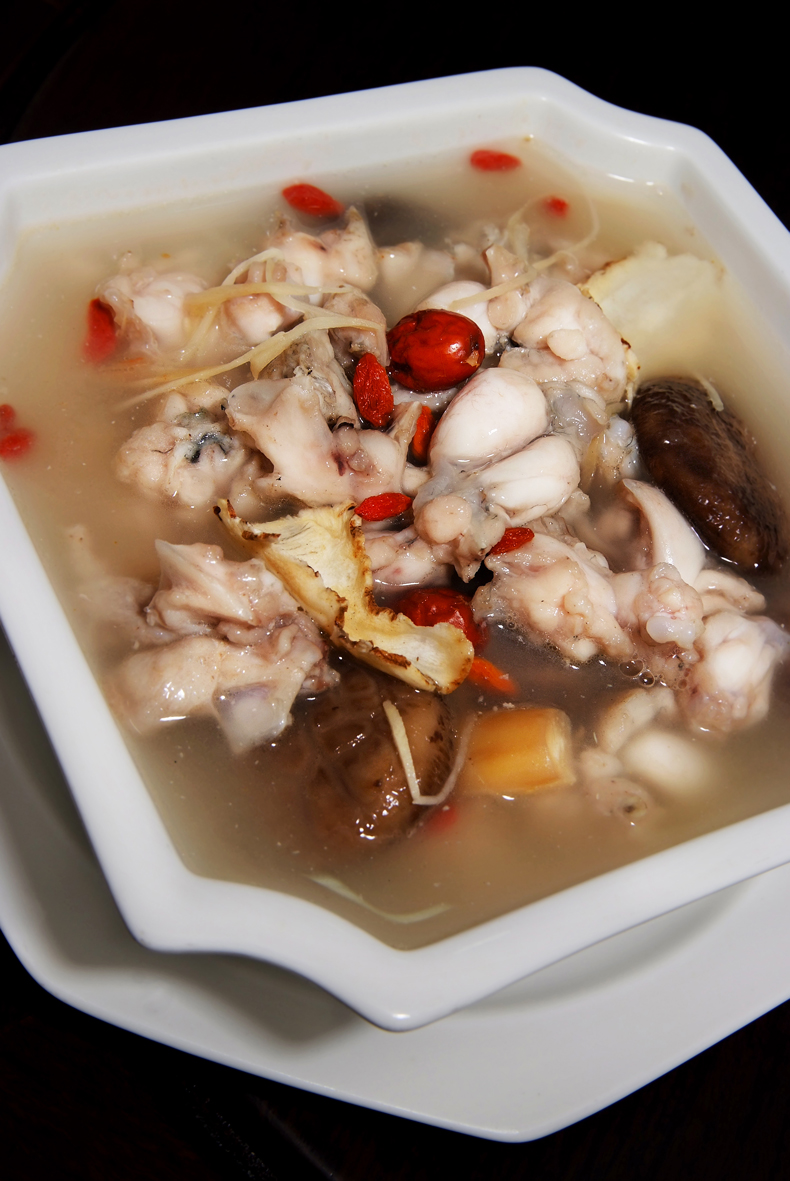
Sopa d'anques de granota a les herbes estil Singapur
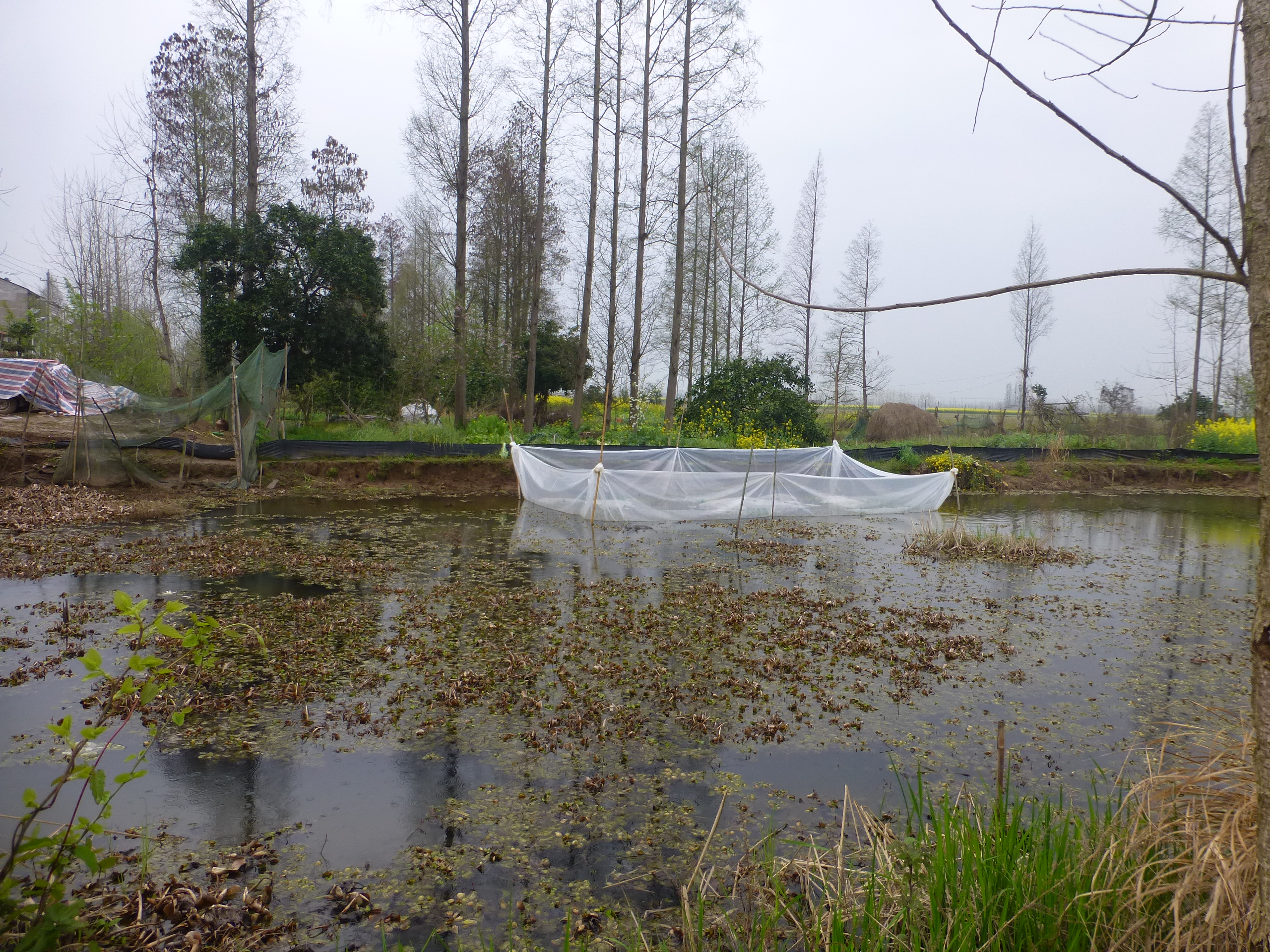
Viver de granotes per consum, s'utilitza una bossa plàstica dins d'una llacuna en Hubei, Xina

### Indonèsia

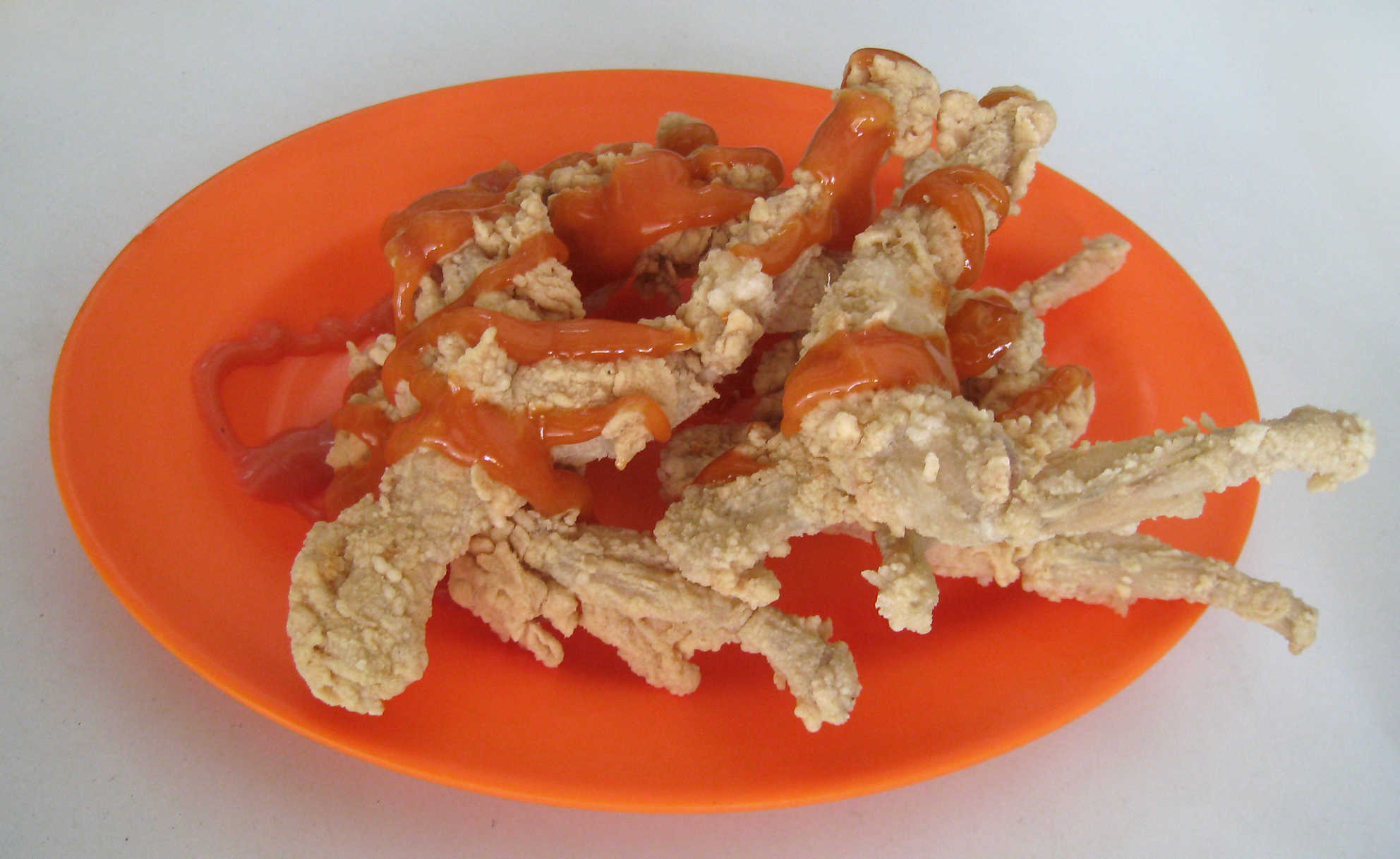
Anques de granota passades per farina i fregides servides acompanyades de salsa picant.

A la gastronomia d'Indonèsia, la sopa de cuixes de granota que és denominada swikee o swike, molt probablement hagi estat portada a Indonèsia per la comunitat xinesa. La swikee és principalment una sopa de cuixes de granota amb un fort gust d'all, gingebre, i poroto de soja fermentat (tauco), acompanyades de fulles de julivert o api. El swikee és un plat típic de Purwodadi Grobogan, a la provincià Central Java. També es preparen les anques de granota fregint-les en margarina i salsa de soja dolça o salsa de tomàquet, passades per farina i fregides, a la graella, o ous de granota servides en fulls de banana (pepes telur Kodok). La pell seca i crocant de la granota també és consumida com a aperitiu crocant - krupuk, el seu sabor és similar al de la pell de peix fresc fregit.